# Франческо Бартолоцці
Франче́ско Бартоло́цці (італ. Francesco Bartolozzi; 21 вересня 1727, Флоренція — 7 березня 1815, Лісабон) – італійський гравер, член Королівської академії мистецтв. Найпродуктивніший період його творчості пройшов у Лондоні.

## Життєпис
Бартолоцці народився у Флоренції. Спочатку навчався у свого батька, золотаря і срібляра. Але настільки перевершив його майстерність і вишуканість, що за його освіту взялись два флорентійських художники Іньяціо Г’юґфорд і Джованні Доменіко Фереті. Після трьох років навчання художнього мистецтва він вирушив до Венеції вивчати гравіювання, захопившись творами Джозефа Ваґнера . У перших роботах Бартолоцці відчувався вплив Марко Річчі, Цуккареллі та інших барокових мистців.
Згодом Франческо переїхав на короткий час до Рима, де він завершив серію гравюр, зроблених із фресок Доменікіно про житіє святого Ніла. Незабаром він повернувся до Венеції, а 1764 року вирушив до Лондона.
Бартолоцці прожив у Лондоні протягом майже сорока років. Він створив величезну кількість гравюр, зокрема за картинами Аннібале Карраччі, Карло Дольчі,  Джовані Біттіста Чипріані  та Ангеліки Кауфман. Значну частину своїх робіт Бартолоцці передав до Шекспірівської галереї Бойдела
Незабаром після прибуття до Лондона, Бартолоцці призначили «гравером короля» з річним окладом в £ 300. 1768 року його обрали членом Королівської академії мистецтв, а 1802 року — президентом  Товариства граверів .
1802 року Бартолоцці обійняв посаду директора Національної академії в Лісабоні, місті, де він помер. Його син Гаетано Стефано Бартолоцці (1757–1821) — гравер і батько відомої у ХІХ сторіччі англійської актриси і співачки Мадам Вестріс.

## Галерея

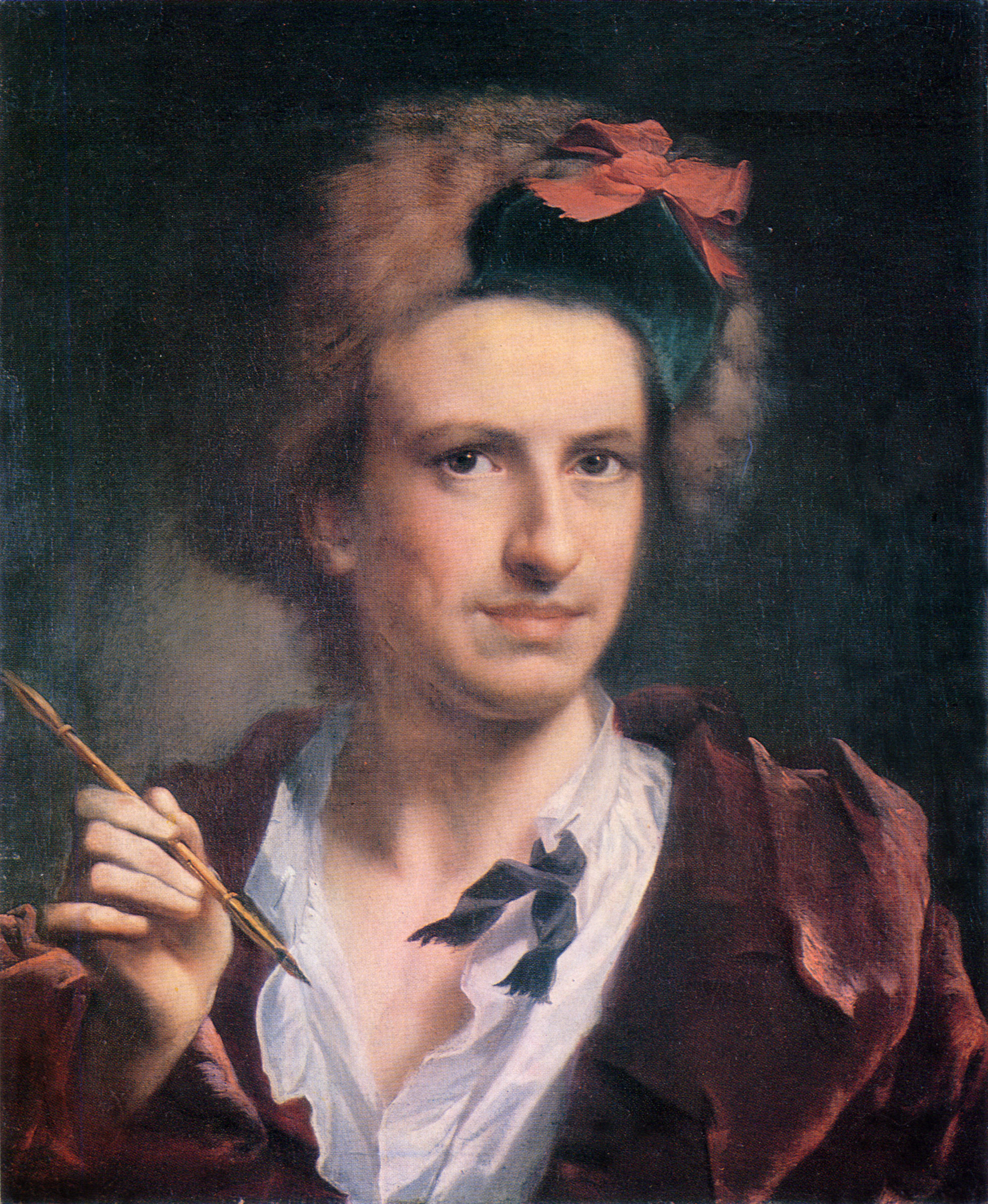
Антон Рафаель Менґс. Портрет Ф. Бартолоцці
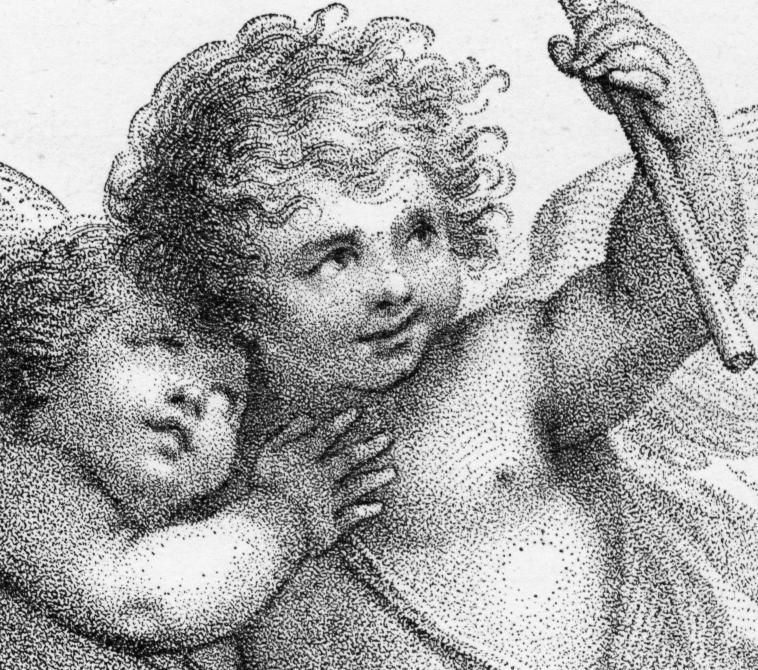
Деталь гравюри, виконана технікою гравірування пунктиром
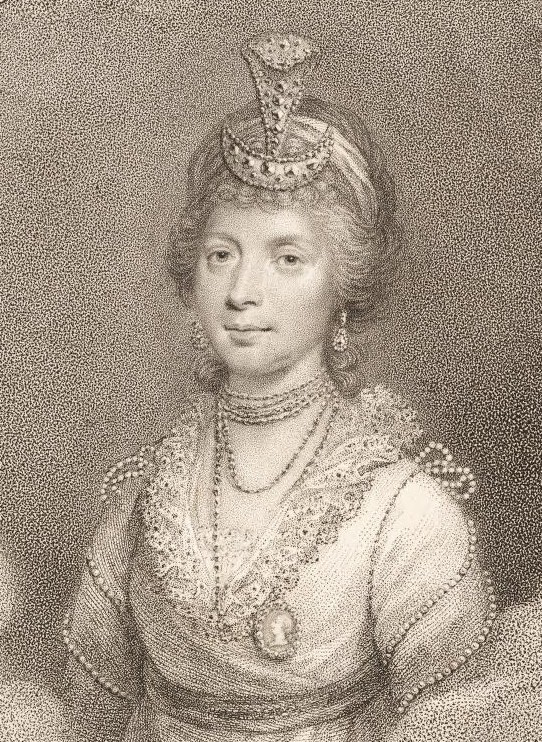
Королева Шарлотта пензля Вільяма Бічі, гравюра Бартолоцці.
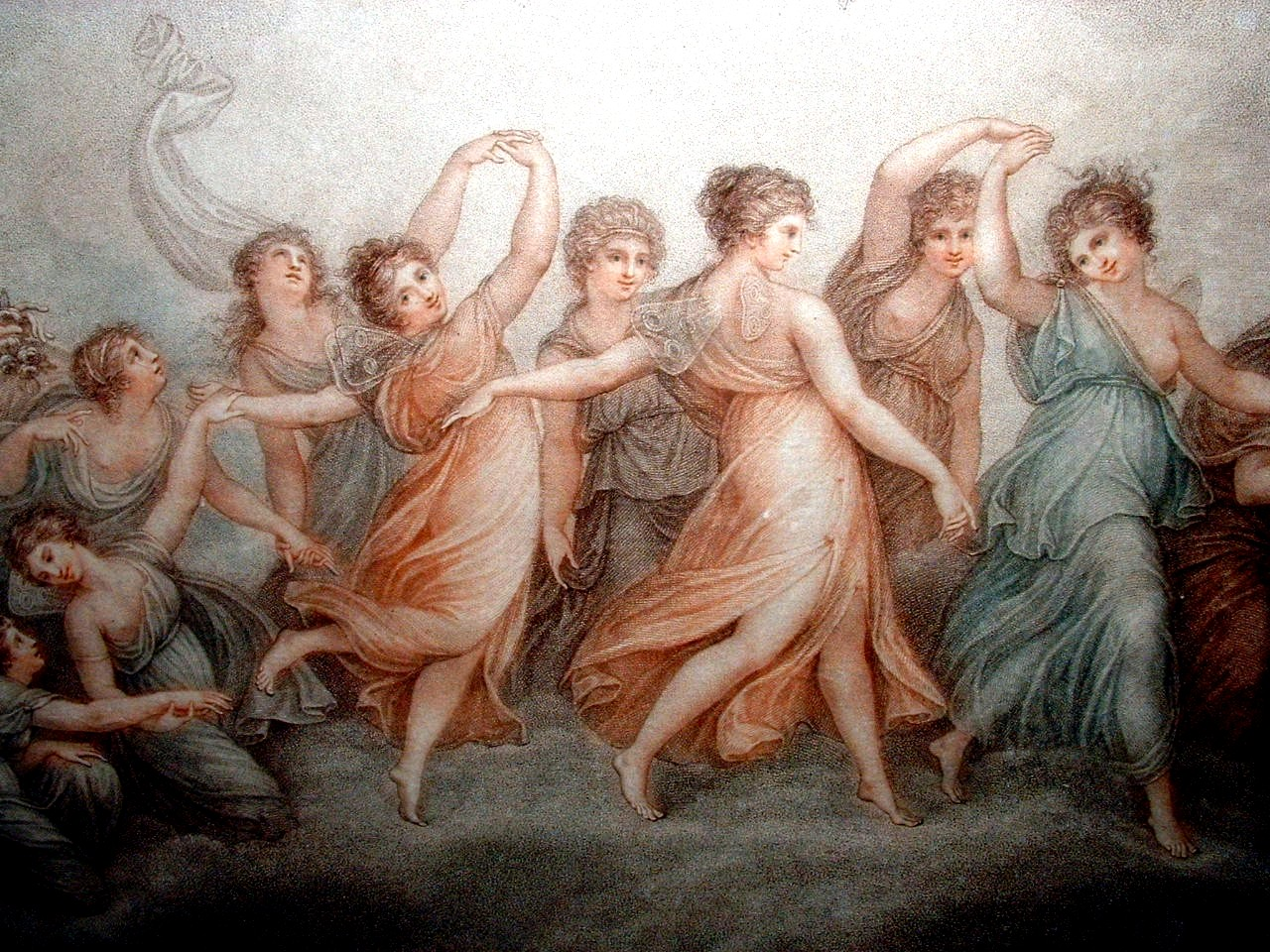
Гравюра з картини Марії Косвей.
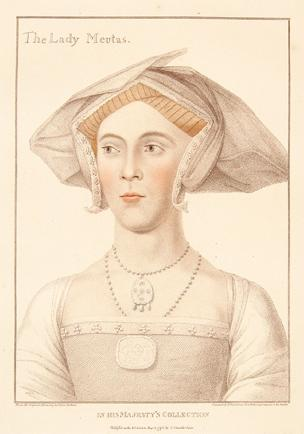
Джейн Мьютас, гравюра з картини Гольбейна